# Euphranta longicauda
Euphranta longicauda är en tvåvingeart som beskrevs av Tokuichi Shiraki 1952. Euphranta longicauda ingår i släktet Euphranta och familjen borrflugor. Inga underarter finns listade i Catalogue of Life.